# 华南农业大学人文与法学学院
华南农业大学人文与法学学院是华南农业大学的下属学院，前身为华南农业大学人文学院，创立于1996年。学院现有四个系并一个研究中心，开设“法学”、“汉语言文学”、“历史（文化旅游）”、“历史”、“哲学”等四个本科专业，并有“历史”和“哲学”两个硕士点和“汉语言文学”一个博士点。

## 历史沿革
1996年10月，学院前身之一华南农业大学人文学院正式成立。2003年，学院前身之一华南农业大学法学院正式成立。2004年，学院前身之一华南农业大学传媒学院正式成立。2006年3月，“人文学院”、“法学院”、和“传媒学院”归并为为华南农业大学人文（传媒、法学）学院。
2008年4月，“教育技术学”与“广播电视编导”等两个本科专业分别调整到“信息学院”和“艺术学院”，学院正式更名为华南农业大学人文与法学学院。

## 管理机构

### 管理团队[2]
院长
- 杨乃良教授

书记
- 张晖

副书记
- 肖华

副院长
- 郑庭义高级工程师
- 钟继军副教授

### 行政机构
| - 党务办公室 | - 科研办公室 | - 学院办公室 | - 图书资料室 |

## 教研单位

### 学系设置
| - 法学系 | - 中文系 | - 哲学系 | - 历史系 |

### 研究机构
- 中国农业历史遗产研究室

### 其他教研单位
| - 学院资料室 | - 农业历史文献特藏室 | - 模拟法庭 |

### 实习基地
| - 广东省公证处 | - 广东正日律师事务所 | - 广东省博物馆 |

## 学生团体
| - 学生会 - 团委 | - 法制研究会 - 史学社 - 文学社 - 哲学社 | - 志愿服务队 |